# 尾上菊五郎 (3代目)

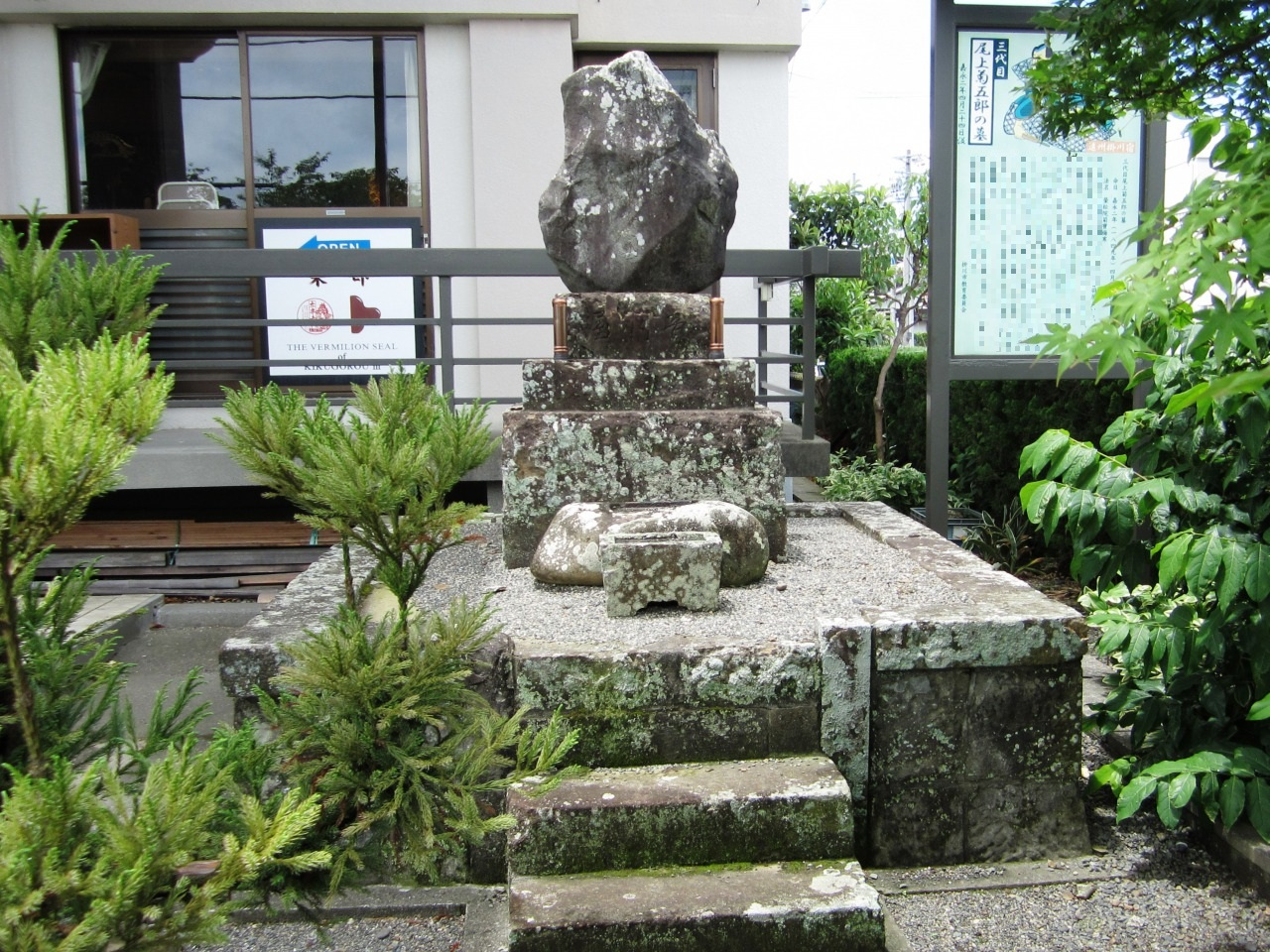
静岡県掛川市広楽寺の墓所

三代目 尾上 菊五郎（おのえ きくごろう、天明4年〈1784年〉 - 嘉永2年閏4月24日〈1849年6月14日〉）とは、江戸時代後期の歌舞伎役者。屋号は音羽屋。定紋は重ね扇に抱き柏、替紋は四ツ輪。俳名に賀朝・梅幸・三朝・梅壽、雅号に扇舎がある。また別名に植木屋 松五郎（うえきや まつごろう）、菊屋 万平（きくや まんぺい）がある。「尾上菊五郎」の名跡を一代で江戸歌舞伎を代表する大看板のひとつにのし上げた。

## 来歴
江戸小伝馬町の建具屋の子。初代尾上松助（のちの初代尾上松緑）の養子となる。はじめ尾上新三郎、のち初代尾上榮三郎を名乗り、天明8年（1788年）11月江戸市村座『源氏再興黄金橘』（げんじ さいこう こがねの たちばな）で初舞台。文化5年（1808年）、父の代役として『彩入御伽艸』（いろえいり おとぎ ぞうし）の小幡小平次の水入りをつとめたのが出世芸となる。以後は父譲りの怪談や早変わりで人気を集め、翌年には父の名跡を継いで二代目尾上松助を襲名。文化11年（1814年）に三代目尾上梅幸を襲名したのち、文化12年（1815年）に三代目尾上菊五郎を襲名した。
三代目菊五郎は七代目市川團十郎・五代目岩井半四郎・五代目松本幸四郎らとともに化政時代の江戸歌舞伎の黄金時代を作り上げたが、人気絶頂時に舞台を去り、猿若三丁目に餅屋を開いて菊屋万平と名乗る。だが舞台が忘れられず嘉永元年（1848年）には大川橋蔵と改名して上方の舞台をつとめたが、江戸への帰途、掛川で客死した。
長男は三代目尾上松助、次男が四代目尾上榮三郎、養子に四代目尾上菊五郎、十二代目市村羽左衛門がいる。

## 芸風
三代目菊五郎は初代市川團十郎以来続いてきた江戸歌舞伎の型を整理したことで知られる。また生世話物や怪談物のケレンに長じ、『東海道四谷怪談』『法懸松成田利剣』（けさかけまつ なりたの りけん）、『阿国御前化粧鏡』（おくにごぜん けしょうの すがたみ）、『独旅五十三次駅』（ひとりたび ごじゅうさんつぎ）、『心謎解色糸』（こころの なぞ とけて いろいと）などの四代目鶴屋南北作の狂言を初演したほか、『伊勢音頭恋寝刃』の福岡貢や『仮名手本忠臣蔵』の早野勘平、『義経千本桜』のいがみの権太、『助六』の花川戸助六などにも優れた型を工夫した。
三代目菊五郎は「どうして俺はこんなにいい男なんだろう」と楽屋で自身の顔を鏡に映しながらつぶやいたほどの美貌で知られた。そのうえに演技力に優れ、また創意工夫を重ねた努力家でもあった。多くの怪談狂言では作者の大南北をはじめ、大道具方の十一代目長谷川勘兵衛、鬘師友九郎、衣装方などの裏方と協力して次々と新しい演出を生み出し、特に幽霊や妖怪から一転して美男美女に早変わりする型は観客を喜ばせた。役柄も広く、「立役、女形、老役、若衆方、立敵から三枚目まで、そのままの姿で替ります」（『役者外題撰』天保10年（1839年））と評され「兼ネル」の称号までを与えられている。
『東海道四谷怪談』は文政8年（1825年）7月の江戸中村座の初演でお岩・小平・与茂七の三役早変わりをつとめて以来当たり役となり、生涯に9度これをつとめている。お岩をつとめた際には、顔ごしらえを怖がらない弟子がいると、舞台下の奈落でその弟子の前にいきなり現れておどかした。「師匠びっくりするじゃありませんか」と弟子が言うと「怖がらせておいて舞台に出ないといけねえからこうしたんだ」と言って弟子に駄賃をやったり、吹き替えのお岩をつとめる弟子に「お岩の死体だって恨みがこもっているんだから、ただ寝ているだけじゃあいけねえ。こぶしを握るとか足を曲げるとか工夫をしろ」と助言するなどの逸話が残っている。菊五郎家の十八番となった怪談物をつとめる第一人者として、「お化けをやる時は気楽に、幽霊をやる時は気を重くする」という言葉も残している。

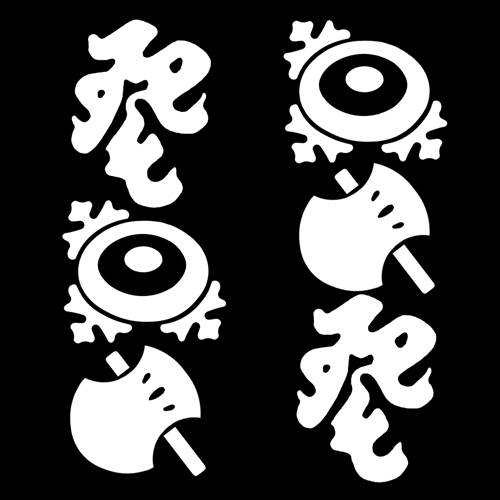
よきこときく
「斧琴菊」
----
三代目菊五郎が好んで使った役者文様。「良き事聞く」にかけている。

江戸風のすっきりした芸風で、『仮名手本忠臣蔵』「六段目」の早野勘平の現在の型はこの三代目によって完成されたものといわれている。また『心謎解色糸』で演じたお祭り左七が当り役となり、以後数度にわたってこれを勤めているが、或る時舞台の行灯が暗すぎたのに加えて本人の視力の衰えと科白の暗記の不十分が災いし、読むべき手紙が読めずに腹を立てた挙げ句、行燈を包丁でぶち壊すという大変な初日となったが、これが逆に評判となって大当たり。しかもその形が孫の五代目菊五郎にしっかりと伝わった。
大坂に客演した時には、『義経千本桜』「すし屋」のいがみの権太を洗練された江戸歌舞伎の形で勤めたところ、吉野の寒村にそんな江戸っ子がいるかと客席から野次が飛んだ。菊五郎は動じることなく「勘当されて江戸に出てすし職人になって江戸弁を覚えた」という主旨の経緯を即興で入れて逆に評判をとっている。芸に対する自信と臨機応変さを持ちあわせていた菊五郎ならではの取り繕い方である。
かなりの自信家で、ほかの俳優の給金が千両なのに腹を立て自分は千五百両でないと出ないと駄々をこねたり、互いにしのぎを削る仲の役者が方を勤めないと自分も仮病を使って休んだりと、その辺の逸話には事欠かない。
三代目の芸は孫の五代目尾上菊五郎によってさらに洗練され、今日の菊五郎家のお家芸の基となっている。

## 大川橋蔵名について
嘉永年間当時、三代目の門弟で二代目尾上多見蔵という役者がいた。多見蔵は音羽屋一門の脇役としてかなり重きをなしていたが生来の傲慢から、師匠の三代目と衝突、ついに破門の憂き目を見た。だが自信家の多見蔵は「芝居は江戸ばかりじゃない」といつしか上方に流れ、坂東太郎（一説には大川八蔵）と名乗り道頓堀の芝居で一旗揚げた。そうした最中にたまたま三代目は大川橋蔵の芸名で八代目市川海老蔵と一座を組み同じ道頓堀の角の芝居に乗り込んだのである。
いよいよ明日は初日と舞台稽古の帰り道、三代目が道頓堀を歩いていると、折からの夕日をあびて「坂東太郎」と幟がはためいているのが目についた。三代目は門弟に「坂東太郎とはどんな役者だ?」と尋ねると、「聞いた話では昔うちの一座にいた多見蔵でして・・」という。「うーん多見蔵か、で評判はどうだ?」と三代目。「へえ、宿の話では、初めは音羽屋一門という触れ込みで少しは人気も出たようですが、相変わらずの傲慢で幕内の人気は悪いそうです」「よし、ひとつ多見蔵の天狗鼻をへし折ってやろう」
坂東太郎とは、関東を縦断する利根川の別名である。多見蔵は破門されて関東に因むこの名前をつけて関西に乗り込んだことが解ったので「利根川をひとまたぎ出来る大きな橋」という意味に大川橋蔵という名はぴったりではないかと、この名を大きく掲げて坂東太郎一座に対抗した。太郎の芸はまだ三代目に及ぶべくもなく、橋蔵すなわち三代目菊五郎の芸に見せられた浪花っ子は太郎一座を振り向きもせず、さんざんの不入りだった。ここで初めて太郎は日頃の傲慢を恥じ師匠に詫びを入れて破門を許され、めでたく太郎は多見蔵、橋蔵は菊五郎と元の名に返った。